# George Macaulay Trevelyan
(George Macaulay Trevelyan)
George Macaulay Trevelyan (Stratford-upon-Avon, 16 febbraio 1876 – Cambridge, 21 luglio 1962) è stato uno storico e scrittore britannico.
Docente di storia moderna all'Università di Cambridge (1927-40), poi rettore del Trinity College (1940-51), si dedicò inizialmente alla storia inglese del XIV secolo e dell'età degli Stuart, poi al Risorgimento italiano con una trilogia su Giuseppe Garibaldi. Dopo la prima guerra mondiale s'interessò all'Inghilterra del XIX secolo. La sua ultima opera significativa fu "English Social History A Survey of Six Centuries" (1942), un esame di sei secoli della storia britannica attraverso la ricostruzione delle relazioni umane nella loro globalità. Nelle sue opere lasciò ampio spazio alla narrazione e alla sottolineatura degli aspetti più umani degli eventi storici.

## Biografia

### La giovinezza
George Macaulay Trevelyan nacque il 16 febbraio 1876, in tarda epoca vittoriana, a Stratford-upon-Avon, nel Warwickshire, nella grande villa, Welcombe House, di proprietà di suo nonno materno, Robert Needham Philips, un ricco mercante del Lancashire, membro del Parlamento inglese per il Partito Liberale.
Trevelyan era il terzo figlio dello storico e politico liberale Sir George Otto Trevelyan, eletto alla Camera dei comuni in due amministrazioni Gladstone. Il nonno paterno, Sir Charles Trevelyan, che era stato proconsole in India, era il cognato dello storico Thomas Babington Macaulay (che pertanto era prozio di George Macaulay Trevelyan).
Conformemente alle tradizioni di famiglia, Trevelyan frequentò prima la Harrow School e poi il Trinity College di Cambridge, dove si specializzò in storia e dove furono suoi amici e compagni di università Bertrand Russell, John Maynard Keynes, Ralph Vaughan Williams e E.M. Forster. Nel 1898, al Trinity College, vinse una borsa di studio con una tesi su "England in the Age of Wycliffe", che trattava della situazione politica, sociale e religiosa dell'Inghilterra negli anni '70-'90 del XIV secolo, e che l'anno successivo, 1899, venne pubblicata.

### Inizio della carriera accademica e letteraria

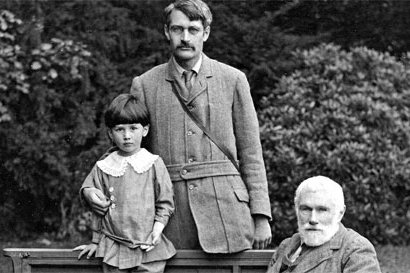
Trevelyan nel 1910 con suo figlio Theo e con suo padre, Sir G. O. Trevelyan. Theo morì di appendicite nel 1911.

Dopo la laurea Trevelyan divenne docente dell'Università di Cambridge e lo rimase fino al 1903, quando decise di abbandonare la vita accademica per diventare uno scrittore a tempo pieno. Nel 1903 si trasferì infatti a Londra, dove riteneva di trovare un ambiente più stimolante e comprensivo rispetto a quello ipercritico di Cambridge. Nel 1904 completò il suo secondo libro “England under the Stuarts”.
Nel 1904 sposò Janet Penrose Ward, figlia della scrittrice Mary Augusta Humphry Ward e del giornalista Thomas Humphry Ward. La coppia si trasferì a Cheyne Gardens, Chelsea (Londra). Ebbero tre figli, Mary Caroline (1905), Theo Macaulay (1906), che morì di appendicite all'età di 5 anni, e Charles Humphry (1909).
Tra il 1907 e il 1911 realizzò la sua trilogia su Giuseppe Garibaldi che gli procurò la reputazione di storico letterario fra i più notevoli della sua generazione. Appassionato dell'Italia e della storia italiana si dedicò infatti allo studio del Risorgimento italiano, pubblicando nel 1907 "Garibaldi's defence of the Roman Republic" (1907; traduz. it. 1909), nel 1909  "Garibaldi and the Thousand"  (1909; traduz. it. 1910) e nel 1911 "Garibaldi and the making of Italy" (1911; traduz. it. 1913), per l'elaborazione delle quali si avvalse anche di preziosi consigli e primizie d'archivio che gli pervennero dal suo collega e amico lo storico pesarese Alessandro Luzio .
In questa trilogia Trevelyan rappresentò Garibaldi come un eroe, poeta, patriota e uomo d'azione, che aveva creato la nazione italiana, ma allo stesso tempo aveva promosso la libertà, il progresso e la tolleranza, e vinto il dispotismo, reazionario e oscurantista, dell'impero austriaco e della monarchia borbonica. I tre volumi furono considerati notevoli per la loro vivida evocazione dei personaggi e del paesaggio, ma soprattutto per l'uso innovativo di fonti storiche orali e documentali.

### Prima guerra mondiale e anni '20
A causa della vista difettosa Trevelyan risultò inadatto per il servizio militare e pertanto, durante la prima guerra mondiale, comandò una unità di ambulanze della Croce Rossa Britannica sul fronte italiano, dove trascorse tre anni, (1915-18), trasportando i soldati feriti negli ospedali dietro le linee. Il 24 dicembre 1915 fu personalmente decorato da re Vittorio Emanuele III di Savoia con la Medaglia d'argento al Valor Militare presso il suo ospedale di Villa Trento di Dolegnano per un audace sgombero di feriti da un ospedaletto bersaglio del fuoco austriaco. Dall'esperienza sul fronte italiano durante la guerra trasse il libro "Scenes from Italy's war" (1919; traduz. it. 1919).
Nel 1920 vinse l'importante premio letterario 'James Tait Black Memorial Prize' per la biografia "Lord Grey of the Reform Bill" e nel 1923 pubblicò un'altra opera di argomento risorgimentale italiano, "Manin and the Venetian Revolution of 1848" (1923; traduz. it. 1926). Nel 1925 fu eletto membro della British Academy. Nel 1926 abbandonò il Partito Liberale per passare nelle file del Partito Conservatore. Contemporaneamente suo fratello Charles era diventato uno dei principali esponenti del Partito Laburista. Nello stesso anno pubblicò la grande "History of England", opera nella quale espose quelli che lui considerava gli elementi essenziali e l'identità nell'evoluzione dell'Inghilterra: il governo parlamentare, il ruolo fondamentale della legge, la tolleranza religiosa, la libertà dalle interferenze e dai coinvolgimenti continentali, l'orizzonte globale della supremazia marittima e dell'espansione imperiale. Nel 1927 tornò nell'ambiente universitario per assumere una posizione come docente di storia moderna all'Università di Cambridge. Fra il 1930 e il 1934 pubblicò i tre volumi della monumentale opera sull'Inghilterra del XVIII secolo, "England under Queen Anne" (3 volumi, 1930-34), probabilmente la sua opera più importante e più completa sotto l'aspetto professionale.

### Anni '30 e seconda guerra mondiale

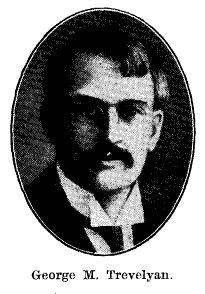

Negli anni trenta Trevelyan si rese conto della pericolosità dell'ascesa di Adolf Hitler e della Germania nazista, ma, in quanto sostenitore di Stanley Baldwin e Neville Chamberlain, appoggiò la loro politica dell'appeasement. Comunque fu sempre certo che un'altra guerra con la Germania sarebbe stata inevitabile, e che, in qualunque modo fosse finita, tale conflitto avrebbe significato la fine del mondo come era stato fino ad allora.
Nel 1938 scrisse il breve ma importantissimo saggio sullo spirito dei principi costituzionali inglesi, "The English Revolution 1688-89" (1938). 
Nel 1940 fu nominato rettore del Trinity College, carica che mantenne fino al 1951, quando decise di ritirarsi.
Durante la seconda guerra mondiale Trevelyan fu attanagliato da un senso di disperazione e dal timore che il conflitto potesse determinare la caduta della civiltà europea. Durante il periodo bellico pubblicò "English Social History: A Survey of Six Centuries", (1942; traduz. it. 1948), con lo scopo di integrare, soprattutto dal punto di vista politico, la sua precedente "History of England". Negli ultimi anni del conflitto e anche durante i successivi anni di austerità, promossa dal governo di Clement Attlee, l'opera ottenne un successo sensazionale. Di fatto Trevelyan aveva saputo offrire, da esperto storico della nazione, un quadro di vita passata dell'Inghilterra tra l'ispirato e il nostalgico, che, in un presente di grande difficoltà, affascinò lettori di tutte le estrazioni sociali.

### Gli ultimi anni
Dal 1947 fu socio straniero dell'Accademia dei Lincei di Roma. In seguito rifiutò la presidenza della British Academy ma divenne Cancelliere della Durham University dal 1950 al 1958. Nel 1950 divenne anche membro della Royal Society.
Negli anni cinquanta gli furono conferite lauree ad honorem in varie università, tra cui Cambridge e Torino. Inoltre fu il primo presidente della YHA-Youth Hostels Association e le sedi YHA sono chiamate  'Trevelyan Guest Houses'  in suo onore. Infine lavorò instancabilmente durante tutta la sua carriera, per conto della "National Trust", associazione che si occupa di preservare e proteggere i luoghi di interesse storico (edifici storici ma anche paesaggi storici) o naturalistico di Inghilterra, Galles e Irlanda del Nord.
George Macaulay Trevelyan morì nella sua casa di Cambridge il 20 luglio 1962. La rivista “History Today” gli dedicò un necrologio che metteva in evidenza la sua rilevanza come storico, ma anche il suo valore dal punto di vista morale e sociale e il suo ruolo di primo piano nel mondo intellettuale inglese.

## Attività letteraria e ideali politici
La posizione sociale privilegiata, dovuta alla nascita in un contesto aristocratico, unita al talento, permisero a Trevelyan di formare le sue opinioni ed esprimere i suoi punti di vista senza timori, con indipendenza e in una situazione di sicurezza finanziaria. Già da giovane aveva deciso di scrivere storia alla grande maniera, producendo grandi libri su grandi soggetti, dedicati ad un pubblico colto.
Convinto che la Storia fosse un elemento essenziale nella cultura di ogni nazione civile, decise di dedicarsi a studiare i fatti storici della sua epoca, qualche volta nella forma delle biografie di grandi uomini, qualche volta nella forma di storie narrative nazionali. Di indirizzo liberale, Trevelyan si dedicò prevalentemente a studîare la storia inglese e la storia italiana del Risorgimento. Di fatto, dai primi anni del 1900 fino agli anni cinquanta, Trevelyan occupò una posizione di primissimo piano nella vita pubblica ed intellettuale inglese.
In realtà la storia inglese scritta da Trevelyan era impegnata e partigiana. Molti dei suoi scritti promossero il Partito Whig, che rivestì un ruolo importante nella politica britannica dal XVII secolo fino alla metà del XIX secolo, e il Partito Liberale, suo successore naturale. Trevelyan, conformemente agli ideali Whigs, era convinto che la gente comune avesse un effetto più positivo sulla storia che sui fatti reali e che un governo democratico avrebbe portato un progresso sociale costante.
Per quanto riguarda la storia italiana nella prima metà del XX secolo fu il più autorevole ed ascoltato divulgatore del risorgimento italiano presso i lettori britannici, nonché, almeno negli anni immediatamente precedenti la prima guerra mondiale, il più accreditato biografo straniero di Garibaldi.

## Opere
- England in the Age of Wycliffe (1899) (L'Inghilterra nell'età di Wycliffe).
- England Under the Stuarts (1904) (L'Inghilterra sotto gli Stuarts).
- The Poetry and Philosophy of George Meredith (1906).
- Garibaldi's Defence of the Roman Republic (1907) (Garibaldi e la difesa della Repubblica Romana).
- Garibaldi and the Thousand (1909) (Garibaldi e i Mille).
- Garibaldi and the Making of Italy (1911) (Garibaldi e la formazione dell'Italia).
- The Life of John Bright (1913) (La vita di John Bright).
- Clio: A Muse and Other Essays (1913).
- Scenes From Italy's War (1919) (Scene della guerra d'Italia).
- The Recreations of an Historian (1919).
- Lord Grey of the Reform Bill (1920).
- British History in the Nineteenth Century (1922) (Storia Britannica nel diciannovesimo secolo).
- Daniel Manin and the Venetian Revolution of 1848 (1923) (Daniele Manin e la Rivoluzione Veneziana del 1848).
- History of England (1926; 3ª edizione: 1945) (Storia d'Inghilterra).
  - A Shortened History of England (1942).
- England Under Queen Anne (1930-1934).
  - Blenheim (1930).
  - Ramillies and the Union with Scotland (1932).
  - The Peace and the Protestant Succession (1934).
- Sir George Otto Trevelyan: A Memoir (1932).
- Grey of Fallodon (1937).
- The English Revolution, 1688–1689 (1938).
- Trinity College: An Historical Sketch (1943).
- English Social History: A Survey of Six Centuries: Chaucer to Queen Victoria (1942) (Storia della società inglese).
- An Autobiography and Other Essays (1949).
- A Layman's Love of Letters (1954).